# 老黑茶
老黑茶（学名：[Camellia atrothea] 错误：{{Lang}}：文本有斜体标记（帮助））是山茶科山茶属的植物。分布在中国大陆的云南等地，属中国原产的植物（非从国外引种）。